# Brasília Futebol Clube
Maillots
Le Brasília Futebol Clube est un club brésilien de football basé à Brasilia dans le District fédéral.

## Histoire

### Historique
- 1975 : fondation du club sous le nom de Brasília Esporte Clube
- 1999 : le club est renommé Brasília Futebol Clube

### Histoire du club
Durant la rénovation du Stade national de Brasilia Mané Garrincha dans lequel le club évolue, le Brasília FC évolue brièvement pour ses matchs à domicile au Stade Antônio Otoni Filho.

## Palmarès
| Compétitions nationales | Compétitions régionales |
| ----------------------- | --- |
| - Néant                 | - Championnat de Brasilia (8) : - Champion : 1976, 1977, 1978, 1980, 1982, 1983, 1984 et 1987 - Vice-champion : 1979, 1995, 1997, 2009, 2013, 2014 et 2015 - Championnat de Brasilia de D2 (pt) (2) : - Champion : 2001 et 2008 - Vice-champion : 2012 - Championnat de Brasilia de D3 (pt) : - Vice-champion : 2006 et 2007 - Tournoi Centro-Oeste (pt) : - Finaliste : 1984 - Copa Verde (1) : - Vainqueur : 2014 |